# Reẕāveys Reẕāābād
Reẕāveys Reẕāābād (persiska: رِضاّبادِ رِضا وِيس, رضاویس, Reẕāābād-e Reẕā Veys, رضاویس رضا آباد) är en ort i Iran.   Den ligger i provinsen Lorestan, i den västra delen av landet, 400 km sydväst om huvudstaden Teheran. Reẕāveys Reẕāābād ligger 1 360 meter över havet och antalet invånare är 180.
Terrängen runt Reẕāveys Reẕāābād är huvudsakligen kuperad, men norrut är den bergig. Reẕāveys Reẕāābād ligger nere i en dal.Runt Reẕāveys Reẕāābād är det ganska tätbefolkat, med 58 invånare per kvadratkilometer. Närmaste större samhälle är Meleh Khān, 7,0 km nordost om Reẕāveys Reẕāābād. Omgivningarna runt Reẕāveys Reẕāābād är i huvudsak ett öppet busklandskap.